# Stanislav Schwarz
Stanislav Schwarz (* 23. července 1961, Ivančice) je bývalý československý fotbalista, obránce.

## Fotbalová kariéra
Odchovanec Slovanu Ivančice hrál za muže od jara 1978, poté přestoupil do Zbrojovky Brno, kde se stal v sezonách 1978/79 a 1979/80 dorosteneckým mistrem. Na vojně nastupoval za RH Cheb a po návratu opět za Zbrojovku Brno.
V 1. lize nastoupil k 156 utkáním a dal 6 gólů (za Zbrojovku Brno 93 / 3, za RH Cheb 63 / 3). Za reprezentaci do 21 let v letech 1978 – 1981 nastoupil k 8 utkáním a za reprezentační „B“ mužstvo nastoupil v roce 1981 ve 2 utkáních.

## Trenér
V letech 2003-2004 trénoval A tým Zbrojovky Brno (tehdy 1. FC Brno). V následujících letech se věnoval zejména trénování mládeže, mj. ve Vídni u mládežnických týmů Rapidu a Austrie Vídeň. V roce 2010 se stal profesionálním trenérem mládeže fotbalového svazu na jižní Moravě.

## Ligová bilance
| Ročník                                   | Zápasy | Góly | Klub           |
| ---------------------------------------- | ------ | ---- | -------------- |
| 1. československá fotbalová liga 1980/81 | 13     | 0    | Zbrojovka Brno |
| 1. československá fotbalová liga 1981/82 | 10     | 0    | Zbrojovka Brno |
| 1. československá fotbalová liga 1982/83 | 27     | 3    | Zbrojovka Brno |
| 1. československá fotbalová liga 1983/84 | 25     | 2    | RH Cheb        |
| 1. československá fotbalová liga 1984/85 | 25     | 1    | RH Cheb        |
| 1. československá fotbalová liga 1985/86 | 13     | 0    | RH Cheb        |
| 1. československá fotbalová liga 1989/90 | 29     | 0    | Zbrojovka Brno |
| 1. československá fotbalová liga 1990/91 | 14     | 0    | Zbrojovka Brno |
| CELKEM                                   | 156    | 6    |                |